# Krzysztof Konecki
Krzysztof Tomasz Konecki (ur. 1958) – profesor socjologii Wydziału Ekonomiczno-Socjologicznego Uniwersytetu Łódzkiego. Jest kierownikiem Katedry Socjologii Organizacji i Zarządzania. Pierwotnie Katedra ta została stworzona przez profesora Jana Szczepańskiego (pierwsza nazwa Katedra Socjologii Przemysłu). Obecnie jest przewodniczącym komisji ds. stopni naukowych w dyscyplinie nauki socjologiczne na Wydziale Ekonomiczno-Socjologicznym Uniwersytetu Łódzkiego.

## Życiorys
Jest uczniem profesor Jolanty Kulpińskiej. W swej pracy inspirował się także dokonaniami metodologicznymi profesora Jana Lutyńskiego. Jego główne inspiracje teoretyczne i metodologiczne mają źródło w pracach Anselma Straussa (UCSF), z którym współpracował przebywając na stypendium Fulbrighta w University of California, San Francisco (1994 – 1995).
Jeden z najbardziej znanych polskich przedstawicieli socjologii jakościowej, zajmujący się teorią ugruntowaną i socjologią interakcji. Teoretycznie najbliższa jest mu koncepcja symbolicznego interakcjonizmu (Szkoła Chicago). Jest instruktorem hathajogi, zajmuje się studiami nad medytacją (contemplative sociology) oraz badaniem relacji ludzi i zwierząt (animal studies). Jest także twórcą wizualnej teorii ugruntowanej. Prowadził rozliczne badania nad kulturą organizacyjną i symbolizmem organizacyjnym zarówno w Polsce, jak i w Japonii. Jest także specjalistą socjologii organizacji, socjologii pracy i zarządzania zasobami ludzkimi. W zakresie socjologii organizacji i socjologii pracy współpracował z profesorem Akihiro Ishikawą z Chuo University w Tokio przebywając na stypendium rządu japońskiego Monbusho w Japonii (1989 – 1991).
Prowadził badania terenowe w Japonii i USA i Ekwadorze. Visiting professor m.in. na University of California, San Francisco, Uniwersytet Pittsburski, Howard University, Uniwersytet Eberharda Karola w Tybindze, SEK w Quito, Uniwersytecie Palackiego.
Od 2017 do 2023 był przewodniczącym Polskiego Towarzystwa Socjologicznego. Jest także redaktorem czasopisma Przegląd Socjologii Jakościowej, był przewodniczącym „Qualitative Methods Network of European Sociological Association”, przewodniczącym sekcji Socjologii Jakościowej i Symbolicznego Interakcjonizmu i członkiem zarządu Polskiego Towarzystwa Socjologicznego, członkiem Prezydium Komitetu Socjologii Polskiej Akademii Nauk, oraz członkiem Executive Committee Europejskiego Towarzystwa Socjologicznego.
Jest kierownikiem studiów podyplomowych: „Coaching i Mentoring Organizacyjny”, „Life Coaching”, „Joga i Zarządzanie Emocjami w Biznesie” (Uniwersytet Łódzki, Wydział Ekonomiczno-Socjologiczny). Prowadzi lub prowadził zajęcia z następujących przedmiotów: z socjologii zasobów ludzkich, metodologii badań jakościowych, wykłady z zakresu podstaw socjologii, kultury organizacyjnej, mikrosocjologii, socjologii pracy, zarządzania przedsiębiorstwami japońskimi, rekrutacji i selekcji w agencjach doradztwa personalnego, kształtowania wizerunku firm, interakcji człowieka z naturą i ze zwierzętami, technik radzenia sobie ze stressem, socjologii emocji, warsztaty „Medytacje dla menedżerów”, „Socjologia kontemplacyjna i teoria ugruntowana. W stronę kontemplacyjnej teorii ugruntowanej”, „Zarządzanie zmianą”, „Leadership in International Business”. „Uwalniania emocji z ciała”.
Jest instruktorem rekreacji ruchowej w specjalności hatha-joga. Jego hobby to także kolaże i pisanie wierszy. 

## Nagrody i odznaczenia
Wielokrotnie nagrodzony nagrodami Rektora UŁ za działalność naukową i publikacyjną oraz organizacyjną. W roku 2021 otrzymał nagrodę im. Stefana Nowaka za osiągnięcia z dziedziny metodologii nauk społecznych oraz za nowatorskie metodologicznie badanie społeczeństwa polskiego.
Został również odznaczony Złotym i Srebrnym Krzyżem Zasługi, Medalem w Służbie Społeczeństwu i Nauce, Medalem Komisji Edukacji Narodowej.

## Publikacje
- Konecki Krzysztof T. (1985) Jaźń w totalnej instytucji obozu koncentracyjnego, Kultura i Społeczeństwo, nr 3: 197–211, [ISSN 0023-5172]
- Konecki Krzysztof T. (1990) Dependancy and Worker Flirting’, rozdział w książce B. Turnera Organizational Symbolism, Berlin, New York: Gruyter, 55-66. ISBN 0-89925-635-X.
- Konecki Krzysztof T. (1992) Nowi pracownicy a kultura organizacyjna – studium folkloru fabrycznego, Łódź: Wydawnictwo Uniwersytetu Łódzkiego.
- Konecki Krzysztof T. (1998) Łowcy Głów. Analiza pracy rekrutacyjnej w agencjach doradztwa personalnego, Warszawa: Wydawnictwo Normalizacyjne Alfa – Wero. ISBN 83-7179-046-5, 9788371790461
- Konecki Krzysztof T. (2000) Studia z metodologii badań jakościowych. Teoria ugruntowana, Warszawa: PWN. ISBN 83-01-14552-8.
- Konecki Krzysztof T., Piotr Tobera, red. (2002) Szkice z socjologii zarządzania (K. Konecki, P. Tobera, red.) Łódź: Wydawnictwo Uniwersytetu Łódzkiego. ISBN 83-7171-537-4.
- Konecki Krzysztof T. (2005) Ludzie i ich zwierzęta. Interakcjonistyczno – symboliczna analiza społecznego świata właścicieli zwierząt domowych, Warszawa: Scholar. ISBN 83-7383-152-5.
- Konecki, Krzysztof T., Kacperczyk, Anna M. & Marciniak, Lukasz T. (2005, September). Polish Qualitative Sociology: The General Features and Development [43 paragraphs]. Forum Qualitative Sozialforschung / Forum: Qualitative Social Research [On-line Journal], 6(3), Art. 27. http://www.qualitative-research.net/fqs-texte/3-05/05-3-27-e.htm 2000−2015 Forum Qualitative Sozialforschung / Forum: Qualitative Social Research ISSN 1438-5627.
- Konecki Krzysztof T. (2006) ‘Reproduction of Organizational Culture. What Does Organizational Culture Recreate’, Problems and Perspectives in Management, Vol. 4, issue 4: 26–41. ISSN 1810-5467.
- Konecki Krzysztof T., Piotr Chomczyński (red.), (2007) Zarządzanie organizacjami. Organizacja jako proces, Łódź: Wydawnictwo Uniwersytetu Łódzkiego. ISBN 978-83-7525-053-4.
- Konecki Krzysztof T., Piotr Chomczyński (red.), (2007) Zarządzanie organizacjami. Kulturowe uwarunkowania zarządzania zasobami ludzkimi, Łódź: Wydawnictwo Uniwersytetu Łódzkiego. ISBN 978-83-7525-054-1.
- Konecki Krzysztof T., Anna Kacperczyk, red. (2010) Procesy Tożsamościowe. Symboliczno – interakcyjny wymiar konstruowania ładu i nieładu społecznego, Łódź: Wydawnictwo Uniwersytetu Łódzkiego. ISBN 978-83-7525-414-3.
- Konecki, Krzysztof Tomasz (2011) „Visual Grounded Theory: A Methodological Outline and Examples from Empirical Work”, Revija za sociologiju, vol. 41, no. 2, s. 131–160. doi 10.5613/rzs.41.2.1 UDK: 303.02 39.01:303
- Konecki Krzysztof T. (2012) Czy ciało jest świątynią duszy? Współczesna praktyka jogi jako fenomen psychospołeczny, Warszawa: Difin. ISBN 978-83-7641-736-3.
- Konecki, Krzysztof T. (2015) Anselm L. Strauss – pragmatyczne korzenie, pragmatyczne konsekwencje. „Przegląd Socjologii Jakościowej”, t. 11, nr 1, s. 12–39.
- Konecki Krzysztof T. (2015) Jak socjologowie mogą skorzystać na praktyce medytacji? „Przegląd Socjologii Jakościowej”, t. 11, nr 4, s. 52–86.
- Konecki, Krzysztof T. (2016) Emocje i Polityka. Sceny z życia polskiego parlamentu. Łódź: Wydawnictwo Uniwersytetu Łódzkiego. ISBN 978-83-7969-858-5.
- Konecki, Krzysztof T. (2016) Is the Body the Temple of the Soul? Modern Yoga Practice as a Psychosocial Phenomenon. Kraków: Jagiellonian University Press. ISBN 978-83-233-4008-9.
- Konecki, Krzysztof T. (2016) Meditation as Epistemology: How Can Social Scientists Profit from Meditation?, chapter, In: eds. Valerie M. Bentz, Vincenzo M. B. Giorgino, Contemplative Social Research: Caring for Self, Being, and Lifeworld Paperback – December 13, 2016. ISBN 978-1541119147.
- Konecki, K. T. (2017). Contemplation for Economists. Towards a Social Economy Based on Empathy and Compassion. Economics and Sociology, 10(3), 11- 24. doi:10.14254/2071-789X.2017/10-3/1
- Konecki Krzysztof T. (2017) How the University Organizational Culture Is Being Experienced? Phenomenological Studies of Experiencing the Here and Now of the Organization, Polish Sociological Review, 4(200): 485–504.
- Konecki, Krzysztof T. (2017) Standing in Public Places: An Ethno-Zenic Experiment Aimed at Developing the Sociological Imagination and More Besides …, Czech Sociological Review, 6, 881-901
- Konecki, Krzysztof T. (2018) Classic Grounded Theory—The Latest Version: Interpretation of Classic Grounded Theory as a Meta‐Theory for Research, Symbolic Interaction, 30 March 2018, early view, https://doi.org/10.1002/symb.361
- Konecki Krzysztof T. (2018) Advances in Contemplative Social Research, Lodz: Wydawnictwo Uniwersytetu Łódzkiego / Kraków: Wydawnictwo Uniwersytetu Jagiellońskiego.
- Konecki, Krzysztof T. (2019) Visual Images and Grounded Theory Methodology. In: eds. Tony Bryant, Kathy Charmaz, Los Angeles: Sage, pp. 352-373.
- Konecki Krzysztof T, Anna Kacperczyk (2020) Symbolic Interactionism in Poland. Inspirations and Development, Qualitative Sociology Review, Volume XVI Issue 4: 8-34.
- Konecki, K. T. (2021). Distinctions and Something Between: An Inspection of Eviatar Zerubavel’s Concept Driven Sociology. The Qualitative Report, 26(4), 1150-1156. https://doi.org/10.46743/2160-3715/ 2021.4840
- Konecki, Krzysztof K. 2021. Przekraczanie granic, zamykanie granic. Perspektywa pierwszoowobowa w badaniach socjologicznych. Warszawa: Wydawnictwo IFiS PAN. ISBN 978-83-7683-200-5
- Konecki, K. T. (2022) The Meaning of Contemplation for Social Qualitative Research. Applications and Examples. London, NY: Routledge.
- - Konecki, Krzysztof T. 2023. „Wittgenstein and Bauman: Creative Minds in the Lifeworld.” Symbolic Interaction, First published: 16 February 2023, https://doi.org/10.1002/symb.635
- Konecki, Krzysztof T., Aleksandra Płaczek, Dagmara Tarasiuk. 2024. Experiencing The Body in Yoga Practice. Meanings and knowledge transfer. New York: Routledge.
- Konecki, Krzysztof T. 2024. “A Contemplative Sociologist Looks at War.” Polish Sociological Review, 4(228): 395-414.